# مارتن ميليس
مارتن ميليس (بالسلوفينية: Martin Milec) (20 سبتمبر 1991 بماريبور في سلوفينيا - ) هو لاعب كرة قدم سلوفيني في مركزي الظهير والوسط. شارك مع منتخب سلوفينيا تحت 19 سنة لكرة القدم ومنتخب سلوفينيا تحت 21 سنة لكرة القدم ومنتخب سلوفينيا لكرة القدم. أما مع النوادي، فقد لعب مع رودا ياي سي وستاندارد لييج ونادي ماريبور وNK Aluminij ‏.

## وصلات خارجية
- مارتن ميليس على موقع الاتحاد الأوربي (الإنجليزية)
- مارتن ميليس على موقع قاعدة بيانات كرة القدم.إي يو (الإنجليزية)
- مارتن ميليس على موقع ناشيونال فوتبول تيمز (الإنجليزية)
- مارتن ميليس على موقع Soccerway.com (الإنجليزية)
- مارتن ميليس على موقع عالم كرة القدم.نت (الإنجليزية)
- مارتن ميليس على موقع AS.com (الإسبانية)